# Bellator 76
Bellator LXXVI foi um evento de artes marciais mistas organizado pelo Bellator Fighting Championships, ocorrido no dia 12 de outubro de 2012 no Caesars Windsor em Windsor, Ontário. O evento foi transmitido ao vivo na MTV2.

## Background
O evento contou com as Quartas de Final do Torneio de Penas da Sétima Temporada do Bellator.